# Томас Диш
Томас Майкъл Диш (на английски: Thomas Michael Disch) е американски писател на научна фантастика. Роден е в ДеМойн, щата Айова и дълго време живее в Ню Йорк, където работи като служител в агенция за реклама и банка. С професионална писателска дейност започва да се занимава в средата на 1960-те. Освен в САЩ той живее още във Великобритания, Турция, Италия и Мексико. Първият му публикуван разказ - "The Double-Timer" излиза през 1962. Почти всички от ранните му разкази влизат в сборника "One Hundred and Two H-Bombs", който излиза от печат през 1966. В началото му помага Майкъл Муркок, който издава много от разказите на Диш в своето списание.
Томас Майкъл Диш е смятан за основател на „новата вълна“ във Великобритания. След излизането на първия му роман – "The Genocides" през 1965 г., критиците започват да го сравняват с Джон Уиндъм. След излизането на следващите му два романа авторът набира голяма популярност включително в писателските среди. Неговите книги получават одобрение, както от писателите на традиционна научна фантастика така и представителите на „новата вълна“.

## Произведения

### Романи
- 334
- Camp Concentration
- Echo Round His Bones
- Mankind Under the Leash
- Neighboring Lives (& Charles Naylor)
- On Wings of Song
- The Brave Little Toaster Goes to Mars
- The Business Man
- The Genocides
- The M.D.
- The M.D.: A Horror Story
- The Priest
- The Prisoner: I Am Not a Number!
- The Silver Pillow
- The Sub